# Porphyronota carnifex
Porphyronota carnifex är en skalbaggsart som beskrevs av Fabricius 1781. Porphyronota carnifex ingår i släktet Porphyronota och familjen Cetoniidae. Utöver nominatformen finns också underarten P. c. tottenhami.